# Hans Clarin
Hans Clarin (născut Hans-Joachim Schmied n. 14 septembrie 1929, Wilhelmshaven, Statul Liber Prusia⁠(d), Germania – d. 28 august 2005, Aschau im Chiemgau, Bavaria, Germania) a fost un actor german de film, actor de teatru și de voce.

## Filmografie selectivă
- 1958 Hanul din Spessart (Das Wirtshaus im Spessart), regia Kurt Hoffmann
- 1959 Frumoasa aventură (Das Schöne Abenteuer), regia Kurt Hoffmann
- 1960 Fantomele din Spessart (Das Spukschloß im Spessart), regia Kurt Hoffmann
- 1960 Tracul unui actor (Lampenfieber), regia Kurt Hoffmann
- 1976 Rosemaries Tochter, regia Rolf Thiele